# Mistrzostwa Świata U-21 w Piłce Ręcznej Mężczyzn 2021
Mistrzostwa Świata U-21 w Piłce Ręcznej Mężczyzn 2021 – dwudzieste trzecie mistrzostwa świata U-21 w piłce ręcznej mężczyzn, oficjalny międzynarodowy turniej piłki ręcznej o randze mistrzostw świata organizowany przez IHF mający na celu wyłonienie najlepszej męskiej reprezentacji narodowej złożonej z zawodników do lat dwudziestu jeden, który odbędzie się w Budapeszcie. Tytułu zdobytego w 2019 roku będzie broniła reprezentacja Francji.

## Informacje ogólne
Prawa do organizacji turnieju zostały przyznane Węgrom podczas kongresu IHF w listopadzie 2017 roku. Wcześniej Węgrzy organizowali mistrzostwa świata w tej kategorii w 2005 roku. W październiku 2018 roku Rada IHF podjęła decyzję o rozszerzeniu mistrzostw z 24 do 32 zespołów. Pociągnęło to za sobą zmiany w systemie kwalifikacji. Automatycznie do zawodów przystąpią: reprezentacja Węgier jako gospodarze oraz Egipcjanie z racji zwycięstwa w czempionacie globu do lat 19 w 2019. Kolejne zespoły zostaną wyłonione w fazie kontynentalnych oraz interkontynentalnych kwalifikacji.